# Psilomonodes
Psilomonodes là một chi bướm đêm thuộc họ Noctuidae.